# Stockholm Voices
Stockholm Voices är en svensk jazzgrupp, bestående av Gunilla Törnfeldt, Maria Winther, Jakob Sollevi och Anton Forsberg.
Gruppen bildades 2012 i Stockholm på initiativ av Gunilla Törnfeldt och gruppnamnet är en blinkning till New York Voices. De gjorde sin första större turné i mars 2014 med succéartade recensioner    och har spelat på festivaler och jazzklubbar i hela Sverige. Gruppen släppte sitt debutalbum Come Rain or Come Shine 2015 på skivbolaget Do Music Records. Albumet är en hyllning till den klassiska skivan Waltz for Debby av Bill Evans och Monica Zetterlund.

## Medlemmar
Stockholm Voices
- Gunilla Törnfeldt – sång
- Maria Winther – sång
- Jakob Sollevi – sång
- Anton Forsberg – sång

Stockholm Voices Band
- Mikael Skoglund / Carl Bagge – piano
- Calle Rasmusson – trummor
- Svante Söderqvist – kontrabas
- Klas Lindqvist – saxofon, klarinett

## Diskografi

### Album
- 2015 – Come Rain or Come Shine
- 2023 – New Horizon[7]

### Singlar
- 2020 – Let's Face the Music and Dance
- 2020 – Social Call

### Medverkar på andra album
- 2021 – Isabella Lundgren: Look for the Silver Lining (låten Dream).